# Ordoniya
Ordoniya is een geslacht van uitgestorven kreeftachtigen uit de klasse van de Ostracoda (mosselkreeftjes).

## Soorten
- Ordoniya (Pharkidata) bassiounii Al-sheikhly, 1985 †
- Ordoniya (Pharkidata) bilobata Al-sheikhly, 1985 †
- Ordoniya anahensis Al-sheikhly, 1985 †
- Ordoniya bulaoensis Bassiouni & Luger, 1990 †
- Ordoniya burmaensis (Bassiouni, 1978) Al-sheikhly, 1985 †
- Ordoniya hasaensis (Bassiouni, 1970) Honigstein & Rosenfeld, 1991 †
- Ordoniya maanensis (Bassiouni, 1970) Honigstein & Rosenfeld, 1995 †
- Ordoniya ordoniya (Bassiouni, 1970) Al-sheikhly, 1985 †
- Ordoniya sinjariya Al-sheikhly, 1985 †